# Podarcis siculus coeruleus
Podarcis siculus coeruleus je poddruh ještěrky italské (Podarcis sicilus), který se vyskytuje pouze na ostrově Faraglione di Mezzo a Faraglione di Fuori u ostrova Capri v Neapolském zálivu.

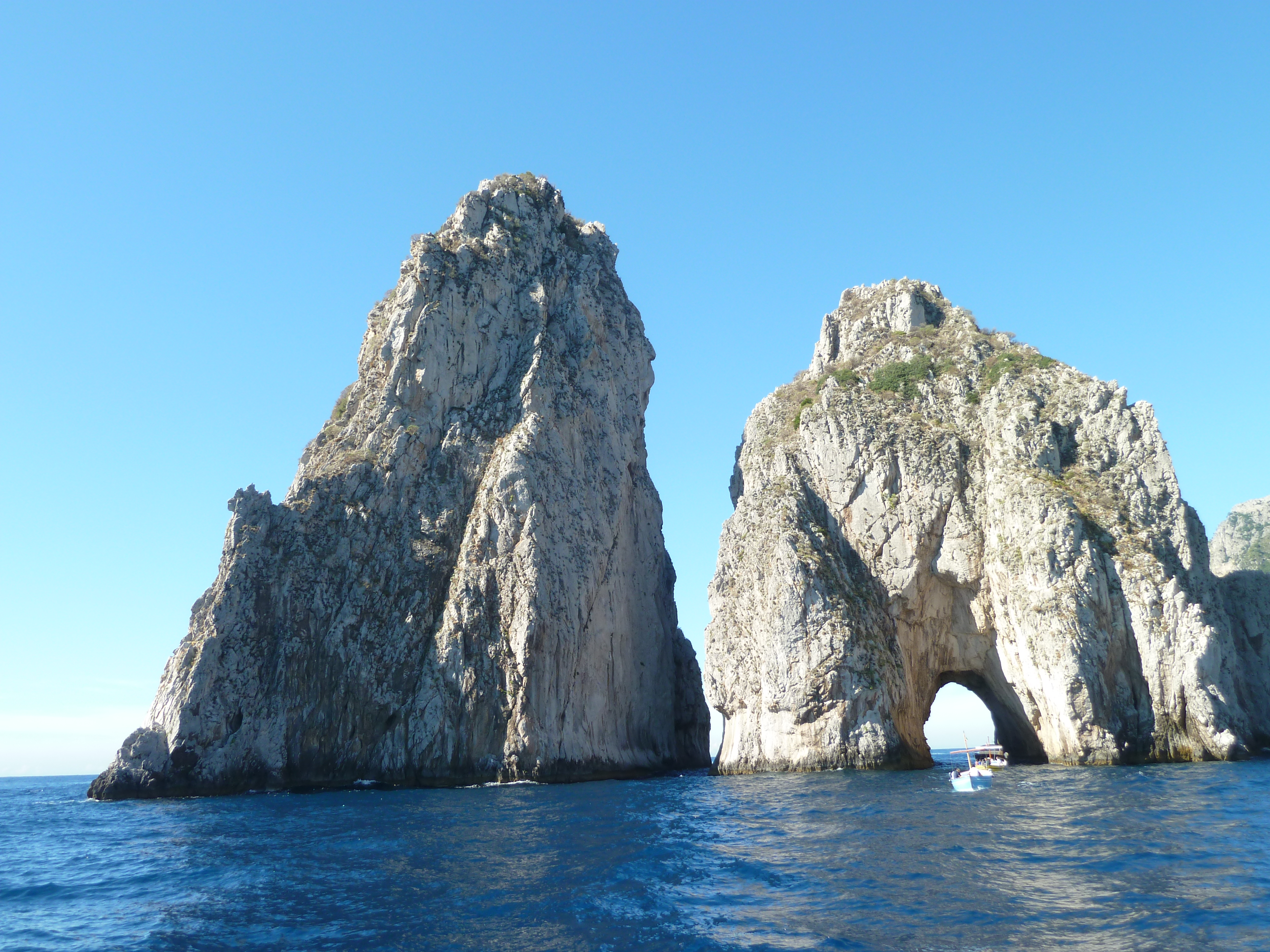
Faraglione di Fuori (vlevo) a Faraglione di Mezzo (vpravo)

## Popis
Stavbou těla je velmi podobná ještěrce italské, je dlouhá asi 25 cm, jejich ocas může být až dvakrát delší, než tělo, které je štíhlé a pohyblivé, kdežto nohy jsou svalnaté, zakončené vždy pěti tenkými prsty, zakončenými drápkem. Od ostatních poddruhů ještěrky italské se odlišuje především výrazným modrým zbarvením, které je nejspíše adaptací, která se vyvinula proto, že žije na skalnatém prostředí, kde nejsou téměř žádné rostliny, a proto by zelené maskování nebylo příliš účinné, kdežto modré zbarvení maskuje dobře, protože je zde vždy blízko přítomno moře. Vyskytuje se u nich pohlavní dimorfismus (dvojtvárnost), kdy jsou samci větší a mají tlustší krk, než samice.

## Výskyt
Podarcis siculus coeruleus je považován za endemita souostroví Faraglioni Capri (Tři majáky) konkrétně ostrovů Faraglione di Mezzo a Faraglione di Fuori. Toto souostroví leží bezprostředně u ostrova Capri v Neapolském zálivu. Faraglione di Mezzo je vysoká celých 81m a Faraglione di Fuori 104m. V obou případech se jedná o malé skalnaté ostrovy, nebo spíše skály, které jsou porostlé jen zřídka.

## Chování
Živí se hmyzem a díky možnosti ztmavit si záda mají určitou schopnost termoregulace v tom smyslu, že když potřebují absorbovat více světla, tak si ztmaví záda (tmavší barvy absorbují světlo lépe než světlé), a proto mohou být aktivní, když jiné (světlé) poddruhy ještěrky italské být aktivní nemohou. Samci jsou teritoriální, a proto mezi nimi dochází k občasným soubojům.

## Objevení
První, kdo tento poddruh objevil byl Ignazio Cerio roku 1870. Tenkrát se domnívali, že jde o nový druh. Avšak první kdo ho popsal byl Theodor Eimer roku 1872, který jej považoval stále za nový druh. Až pozdější taxonomické výzkumy odhalily, že jde o poddruh ještěrky italské.